# Platja de la Riera (Caldes d'Estrac)
La platja de la Riera, o platja del Kalima, també anomenada popularment platja del Bassiot, és una platja urbana del municipi de Caldes d'Estrac (Maresme). Limita per ponent amb l'escullera situada a prop de l'Hotel Colon, que la separa de la platja dels Tres Micos, i per llevant am un petit espigó a l'alçada del passatge de Llevant, que la separa de la platja de la Musclera del municipi d’Arenys de Mar. Té una longitud de 500 m i una amplada que oscil·la entre 30 i 50 m, de sorra gruixuda i un pendent d'entrada a l'aigua molt fort. Disposa d'una zona d’equipaments esportius, passeres, dutxes, una graderia de fusta i guinguetes amb lavabos, a més de servei de vigilància.
Del 30 de setembre al 31 de març, s'habilita una zona per a gossos.
L'Agència Catalana de l'Aigua efectua un control quinzenal de la qualitat de l'aigua, durant la temporada de bany, amb el resultat d'excel·lent. El 2018 va rebre per primer cop la distinció de Bandera Blava, que reconeix internacionalment la qualitat de l'aigua i serveis.